# Campeonato Nacional de Rodeo de 1991
El Campeonato Nacional de Rodeo de 1991 fue disputado en Rancagua, capital de la VI Región del Libertador General Bernardo O'Higgins, desde el 5 al 7 de abril. Fue la versión número 43 de este campeonato y transmitido para todo el país por las pantallas de Megavisión, canal que recién llevaba 5 meses al aire.
Los rodeos clasificatorios para acceder al campeonato nacional se disputaron en Temuco (clasificatorio sur), San Carlos (clasificatorio norte) y Vallenar (repechaje).
Los campeones fueron los mismos que en la edición anterior, Hugo Cardemil y José Astaburuaga, quienes anotaron los mismos 31 puntos que en 1990 en Lechón y Reservado. Este fue el tercer título para Hugo Cardemil y el segundo para Joselo Astaburuaga. Mientras para el potro Reservado fue su segundo de tres títulos nacionales, ya se asomaba como una leyenda del rodeo chileno.
En el segundo lugar quedó el Criadero Santa Isabel con Eduardo Tamayo y Ricardo de la Fuente en Escorpión y Río Negro, con 28 puntos, mientras que los terceros campeones fueron Gonzalo Vial y Guillermo Barra en El Lechón y Estribillo II.
José Manuel Aguirre ganó su sexto título en movimiento de la rienda montando esta vez a la yegua rocilla Abusadora con 57 puntos. El "sello de raza" lo obtuvo Río Negro, de propiedad de Agustín Edwards.

## Resultados

### Serie de campeones
| Cuarto Animal 1991 | Cuarto Animal 1991                    | Cuarto Animal 1991             | Cuarto Animal 1991 | Cuarto Animal 1991 |
| ------------------ | ------------------------------------- | ------------------------------ | ------------------ | ------------------ |
| Lugar              | Jinetes                               | Caballos                       | Asociación         | Puntaje            |
| 1º                 | Hugo Cardemil y José Astaburuaga      | "Esquinazo" y "Reservado"      | Curicó             | 31                 |
| 2º                 | Eduardo Tamayo y Ricardo de la Fuente | "Escorpión" y "Río Negro"      | Osorno             | 28                 |
| 3º                 | Gonzalo Vial Jr. y Guillermo Barra    | "El Lechón" y "Estribillo II"  | O'Higgins          | 23                 |
| 4º                 | Luis Cortés y Alberto Yáñez           | "Estrellón" y "Ripio"          | Osorno             | 22                 |
| 5º                 | José Reyes y Guillermo Mondaca        | "Relámpago" y "Siempre Alegre" | Osorno             | 21                 |
| 6º                 | Luis Pérez y Aliro Pérez              | "Despunte" y "Esquinero"       | Osorno             | 20                 |

## Clasificatorios
- Temuco: César López y Eduardo Valdés en "Martillo" y "Rastrero" (Osorno), 22 puntos.[4]
- San Carlos: Alberto Riquelme y Néstor Morales en "Arrocero" y "Financiado" (Linares), 22 puntos.[5]
- Vallenar: Juan Carlos Loaiza y Alfonso Navarro en "Picardía" y "Retocada" (Curicó), 20 puntos.[6]

## Cuadro de honor temporada 1990-1991

### Jinetes
- 1.º José Astaburuaga[7]
- 2.º Hugo Cardemil
- 3.º Ricardo de la Fuente
- 4.º Eduardo Tamayo
- 5.º Guillermo Barra
- 6.º Guillermo Mondaca
- 7.º Juan Carlos Loaiza
- 8.º José Reyes
- 9.º Luis Eugenio Mendoza
- 10.º Gonzalo Vial

### Caballos
- 1.º Relámpago
- 2.º Ripio
- 3.º Estrellón
- 4.º Financiado
- 5.º Sartén
- 6.º Ajiaco
- 7.º Prófugo
- 8.º Tan Bueno
- 9.º Risueño
- 10.º Catete

### Yeguas
- 1.º Escultura
- 2.º Camionera
- 3.º Ocurrencia
- 4.º Esquiva
- 5.º Cortesía
- 6.º Beldad
- 7.º Chingana
- 8.º Amistosa
- 9.º Intriga
- 10.º Safá

### Potros
- 1.º Reservado
- 2.º Esquinazo
- 3.º Escorpión
- 4.º Río Negro
- 5.º Lechón
- 6.º Estribillo II
- 7.º Despunte
- 8.º Arrocero
- 9.º Ramalazo
- 10.º Siempre Alegre